# Dana Aaltonen
Dana Aaltonen roz. Hojsáková (* 14. ledna 1958, Most) je československá hráčka basketbalu. Je vysoká 192 cm. Je zařazena na čestné listině mistrů sportu.

## Sportovní kariéra
V basketbalovém reprezentačním družstvu Československa v letech 1978 až 1983 hrála celkem 129 utkání a má podíl na dosažených sportovních výsledcích. Zúčastnila se kvalifikace na Olympijské hry 1980 (Varna, Bulharsko) - 8. místo a dvou Mistrovství Evropy 1978, 1980, na nichž získala jednu bronzovou medaili za třetí místo v roce 1978. Na Mistrovství Evropy juniorek do 18 let v roce 1975 (Vigo, Španělsko) s družstvem Československa získala titul mistra Evropy a v roce 1977 (Chaskovo, Bulharsko) třetí místo.
V československé basketbalové lize žen hrála celkem 12 sezón (1973-1985) za družstvo Sparta Praha, s nímž získala v ligové soutěži osm titulů mistra Československa (1973-1981), tři druhá místa (1981-1984) a třetí místo v roce 1985. V sezónách 1978-1980 byla dvakrát vybrána do All-Stars - nejlepší pětice hráček československé ligy. Je na 36. místě v dlouhodobé tabulce střelkyň československé ligy žen za období 1963-1993 s počtem 2603 bodů. S klubem se zúčastnila 8 ročníků Poháru mistrů evropských zemí v basketbalu žen (PMEZ) s nímž se stala dvakrát finalistou poháru, z toho jedenkrát vítězem Poháru mistrů v roce 1976 a na druhém místě po prohře ve finále s klubem GS San Giovanni, Itálie (1978). Dále dvakrát prohrála v semifinále Poháru mistrů proti CUC Clermont Ferrrand (1975, 1977) a čtyřikrát hrála ve čtvrtfinálové skupině (na 3. místě). V Poháru vítězů pohárů - Ronchetti Cup dvakrát hrála ve čtvrtfinálové skupině (na 2. místě).  

## Sportovní statistiky

### Kluby
- 1973-1985 Sparta Praha, celkem 12 sezón a 12 medailových umístění: 8x mistryně Československa (1973-1981), 3x vicemistryně Československa (1981-1984), 3. místo (1985)
- 1978-1980: nejlepší pětka hráček ligy - zařazena 2x: 1978/79 a 1979/80
- Forssan Alku (Finsko) - 1985-1999

### Evropské poháry
S klubem Sparta Praha - je uveden (počet zápasů, vítězství - porážky) a výsledek v soutěži
- Pohár mistrů evropských zemí v basketbalu žen (PMEZ)
  - 1976 (10 6-4), výhra v semifinále nad GS San Giovanni, Itálie a ve finále nad CUC Clermont Ferrand, Francie (55:58, 77:57) Sparta Praha vítězem FIBA Poháru evropských mistrů v basketbale žen 1976,
  - 1978 (11 7-4), výhra v semifinále nad Minior Pernik, Bulharsko, prohra ve finále s GS San Giovanni, Itálie, 2. místo
  - 1975 (10 6-4) a 1977 (8 5-3), v semifinále vyřazena od CUC Clermont Ferrand, Francie
  - 1979 (6 2-4), 1980 (8 5-3), 1981 (10 (7-3), 1982 (8 3-1-4), ve čtvrtfinálové skupině na 3. místě
  - Celkem 8 ročníků poháru, 2x účast ve finále, vítěz Poháru mistrů evropských zemí v basketbalu žen 1976, 2. místo (1978), 2x účast v semifinále, 4x ve čtvrtfinálové skupině
- Pohár vítězů pohárů - Ronchetti Cup
  - dvakrát (1983, 1984) hrála ve čtvrtfinálové skupině (na 2. místě)

### Československo
- Kvalifikace na Olympijské hry 1980 Varna, Bulharsko (92 bodů /10 zápasů) 8. místo
- Mistrovství Evropy: 1978 Poznaň, Polsko (43 /7) 3. místo, 1980 Banja Luka, Jugoslávie (37 /7) 4. místo, celkem na 2 ME 80 bodů a 14 zápasů
- 1978-1983 celkem 129 mezistátních zápasů, v kvalifikaci na OH a ME celkem 172 bodů v 24 zápasech, na ME 1x třetí místo
- Mistrovství Evropy juniorek do 18 let: 1975 Vigo, Španělsko (9 /3) titul mistryně Evropy, 1977 Chaskovo, Bulharsko (89 /7) 3. místo
- Získala titul mistryně sportu